# Niclas Stierlin
Niclas Stierlin (* 22. Januar 2000 in Mannheim) ist ein deutscher Fußballspieler. Der defensive Mittelfeldspieler, der auch in der Verteidigung eingesetzt werden kann, steht seit 2024 beim Halleschen FC unter Vertrag und war deutscher Nachwuchsnationalspieler.

## Karriere

### Verein
Stierlins fußballerische Wurzeln liegen größtenteils in den Jugendabteilungen seines Heimatvereins SV Waldhof Mannheim sowie des 1. FC Kaiserslauterns. Für die Lauterer kam er, anfangs noch als Verteidiger, in der B- sowie in der A-Junioren-Bundesliga zum Einsatz und landete mit den Mannschaften jeweils stets im Tabellenmittelfeld.
Im Sommer 2017 verpflichtete der Bundesligist RB Leipzig den damals 17-Jährigen und setzte ihn in seiner U19 ein, in der er von Beginn an zum Stammspieler wurde. In der UEFA Youth League 2017/18 absolvierte Stierlin alle sechs Partien und traf zweimal, schied aber mit der Mannschaft als Gruppendritter vorzeitig aus. Auch im Juniorenvereinspokal bestritt er bis zum Ausscheiden Leipzigs beide Spiele und traf einmal. Beim 4:1-Heimsieg der Profimannschaft gegen den VfL Wolfsburg am vorletzten Spieltag saß der Mittelfeldakteur erstmals im Profifußball auf der Bank. Bereits im Januar 2018 hatte Stierlin einen bis Juni 2020 gültigen Profivertrag erhalten.
In der Folgesaison 2018/19 erreichte Leipzigs A-Jugend unter Trainer Alexander Blessin mit Stierlin, der mittlerweile zum Mannschaftskapitän ernannt worden war, das Finale des Pokals, verlor jedoch mit 1:2 gegen die U19 des VfB Stuttgart. In der Qualifikation zur UEFA Europa League 2018/19, welche RB erfolgreich absolvierte, stand der Mittelfeldspieler zweimal für die Profis gegen den BK Häcken auf dem Feld, beim Rückspiel sogar in der Startelf.
In Ermangelung an Perspektiven in der ersten Mannschaft Leipzigs wechselte Stierlin nach erfolgreich absolvierten Probetrainingseinheiten zur Drittligasaison 2019/20 zur SpVgg Unterhaching, bei der er einen Dreijahresvertrag erhielt.
Nach dem Abstieg der SpVgg Unterhaching zum Ende der Spielzeit 2020/21 schloss sich Stierlin dem Drittligisten MSV Duisburg an. Auch mit den Duisburgern musste er 2024 den Abstieg au der 3. Liga hinnehmen, woraufhin er den Verein verließ und beim ebenfalls in die Regionalliga abgestiegenen Halleschen FC einen Vertrag erhielt.

### Nationalmannschaft
Stierlin absolvierte sechs Partien für die Nachwuchsnationalmannschaften des DFB.